# Skandál (seriál)
Skandál (v anglickém originále Scandal) je americký politický dramatický televizní seriál vysílaný od roku 2012 na stanici ABC v hlavní roli s Kerry Washingtonovou. V České republice byl vysílán na televizi Universal Chanel s českým dabingem.
Seriál byl jmenován americkým filmovým institutem televizním programem roku, získal ocenění Peabody Award, Image Awards. Washingtonová získala cenu Image Award a byla nominována na cenu Emmy, Zlatý glóbus a Screen Actors Guild Award.

## Děj
Olivia Popeová pracovala v prezidentské kanceláři jako konzultantka pro styk s veřejností. Svůj nejen profesní život zasvětila ochraně a budování pozitivního obrazu těch nejmocnějších. Poté, co opouští Bílý Dům, zakládá vlastní firmu v domnění, že její profesionální i osobní život se vydá mnohem klidnější cestou. Postupně ale zjišťuje, že její bývalé pracovní vazby jsou natolik silné, že je nelze jen tak jednoduše přetrhnout. Se svým týmem odborníků přichází na to, že během napravování životů těch ostatních, zapomněli, co je jim nejbližší – na sebe samotné.

### První řada
První série představí Olivii Popeovou a členy jejího týmu, stejně jako prezidenta Spojených států Fitzgeralda Granta (Tony Goldwyn) a Cyruse Beena (Jeff Perry). První série se zaměřuje na životy členů týmu, vztah mezi Olivií a prezidentem a tajemství obklopující Amandu Tannerovou (Liza Weil). Mimo jiné řeší skandály těch nejmocnějších.

### Druhá řada
Druhá řada se zaměřila na stres z nadcházejícího znovuzvolení současného prezidenta Fitzgeralda Grant a vinu za zmanipulované prezidentské volby. Kromě toho se zde řešily případy, které Olivia Popeová a členové jejího týmu přijaly.

### Třetí řada
Třetí řada se málem nepodařila natočit, neboť v době natáčení byla představitelka hlavní role Kerry Washington těhotná. Premiéra seriálu tak byla posunuta na 27. února. Ve třetí řadě se společníci Olivie Popeové dozvědí, že její otec je vedoucí tajného mimovládního spolku B613.

### Čtvrtá řada
Čtvrtá řada se začala vysílat 25. září 2014. Olivia se vrací z dovolené ze Zazibaru, kterou trávila s Jakem. Jake je zatčen za zabití Jeeryho Granta. Rowan se snaží všechny přesvědčit, že je vinný, a tak se Olivia rozhodne zjistit pravdu. Fitz, Jake a Olivia se snaží připravit plán na zatčení Rowana. Rowan se však rozhodne uzavřít B613 a začne zabíjet B613 agenty.

### Pátá řada
Portia de Rossi a Cornelius Smith Jr. byli povýšeni na hlavní role. Premiéra se konala 24. září 2015.

### Šestá řada
Šestá řada měla premiéru 26. ledna 2017. Kvůli Washingtonové těhotenství musel seriál začít s vysíláním až v lednu, namísto září a z původních 22 dílů se zkrátilo na 16.

### Sedmá řada
Sedmá řada byla objednána dne 10. února 2017 a 10. května 2017 bylo oznámeno, že sedmá řada bude poslední řadou seriálu. Dne 1. března 2018 byl vysílán crossoverový díl se seriálem Vražedná práva. První díl nové řady byl vysílán 5. října 2017.

## Řady
| Řada | Díly | Premiéra v USA | Premiéra v USA  | Premiéra v ČR   | Premiéra v ČR   |
| Řada | Díly | První díl      | Poslední díl    | První díl       | Poslední díl    |
| ---- | ---- | -------------- | --------------- | --------------- | --------------- |
| 1    | 7    | 5. dubna 2012  | 17. května 2012 | vysíláno        | vysíláno        |
| 2    | 22   | 17. září 2012  | 16. května 2013 | vysíláno        | vysíláno        |
| 3    | 18   | 3. října 2013  | 17. dubna 2014  | vysíláno        | vysíláno        |
| 4    | 22   | 25. září 2014  | 14. května 2015 | nebylo vysíláno | nebylo vysíláno |
| 5    | 23   | 24. září 2015  | 12. května 2016 | nebylo vysíláno | nebylo vysíláno |
| 6    | 16   | 26. ledna 2017 | 18. května 2017 | nebylo vysíláno | nebylo vysíláno |
| 7    | 18   | 5. října 2017  | 19. dubna 2018  | nebylo vysíláno | nebylo vysíláno |

## Obsazení a postavy
| Kerry Washingtonová | Olivia Pope                 |
| Darby Stanchfield   | Abby Whelan                 |
| Katie Lowes         | Quinn Perkins               |
| Guillermo Díaz      | Diego „Huck“ Muñoz          |
| Jeff Perry          | Cyrus Beene                 |
| Tony Goldwyn        | Fitzgerald Thomas Grant III |
| Bellamy Young       | Mellie Grant                |
| Joshua Malina       | David Rosen                 |
| Scott Foley         | Jake Ballard                |
| Joe Morton          | Eli Pope                    |
| Portia de Rossi     | Elizabeth North             |
| Cornelius Smith Jr. | Marcus Walker               |
| Henry Ian Cusick    | Stephen Finch               |
| Columbus Short      | Harrison Wright             |
| George Newbern      | Charlie                     |

## Produkce
Na začátku roku 2011 Shonda Rhimes oznámila, že vytváří nový seriál. Kerry Washingtonová byla obsazena do hlavní role, spolu s ní se o hlavní roli pokoušely také Gabrielle Union a Taraji P. Henson. Henry Ian Cusak také získal jednu z hlavních rolí. V únoru byla oznámeno, že Tony Goldwyn si v seriálu zahraje prezidenta. V květnu 2011 stanice ABC vybrala seriál pro svoji mid-sezónu. Během zimní konference asociace televizních kritiků bylo oznámeno, že seriál bude mít premiéru 5. dubna 2012 a nasazen bude po seriálu Chirurgové. 11. května 2012 seriál získal druhou řadu. 10. května 2013 získal třetí řadu, která měla mít 22 dílů, kvůli těhotenství hlavní protagonistky Kerry Washingtonové musela být zkrácena na 18 dílů. Čtvrtá řada seriálu byla potvrzená v 9. května 2014. V srpnu 2014 stanice nazvala čtvrteční večer jako TGIT („díky bohu, že je čtvrtek“) a vysílá pouze seriály od Shondy Rhimes: Chirurgové, Skandál a Vražedná práva.
Pátá řada byla potvrzena 7. května 2015. Šestá řáda byla potvrzena 3. března 2016. Kvůli těhotenství Kerry Washingtonové se musela premiéra z obvyklé podzimní sezóny přesunout na mid-sezónu. Kvůli jejímu těhotenství byl také zkrácen počet dílů z 22 na 16. Natáčení zčalo 13. července 2016. Premiéra proběhla 26. ledna 2017. Sedmá řada byla objednána dne 10. února 2017 a 10. května 2017 bylo oznámeno, že sedmá řada bude poslední řadou seriálu.

### Crew
| Producenti | Scenáristé | Režiséři |
| --- | --- | --- |
| Judy Smith, Jenna Bans, Mark, Fish, Tom Verica, Peter Nowalk, Allan Heinberg, Mark Driscoll, Noah Evslin, Chris Van Dusen, Holden Chang, Peter Noah, Roxann Dawsonová | Jenna Bans, Matt Byrne, Severiano Canales, Mark Fish, Zahir McGhee, Heather Mitchell, Raamla Mohamed, Peter Noah, Miguel Nolla, Peter Nowalk, Shonda Rhimes, Richard Robbins, Chris Van Dusen, Mark Wilding | Tom Verica, Oliver Bokelberg, Steve Robin, Allison Liddi-Brown, Russell Robertson, Mark Tinker, Jeannot Szwarc, Randall Zisk, Stephen Cragg, Michael Katleman, Ron Underwood, Roxann Dawson, Tony Goldwyn, Paul McGuigan, Bethany Rooney, Jessica Yu, Ava DuVernay, Julie Anne Robinson, Debbie Allen, Paul McCrane, Scott Foley |

## Ocenění
| Rok  | Ocenění                           | Kategorie                                                       | Nominovaný | Výsledek  |
| ---- | --------------------------------- | --------------------------------------------------------------- | --- | --------- |
| 2012 | ALMA Awards                       | Nejlepší televizní herec ve vedlejší roli v dramatickém seriálu | Guillermo Díaz | nominace  |
| 2013 | BET Awards                        | Nejlepší herečka                                                | Kerry Washingtonová | vítězství |
| 2013 | Imagen Awards                     | Nejlepší televizní herec                                        | Guillermo Díaz | nominace  |
| 2013 | NAACP Image Awards                | Nejlepší dramatický seriál                                      | Skandál | vítězství |
| 2013 | NAACP Image Awards                | Nejlepší herečka v hlavní roli v dramatickém seriálu            | Kerry Washingtonová | vítězství |
| 2013 | NAACP Image Awards                | Nejlepší scenárista v dramatickém seriálu                       | Shonda Rhimes ("Sweet Baby") | nominace  |
| 2013 | Cena Emmy                         | Nejlepší herečka v hlavní roli dramatického seriálu             | Kerry Washingtonová | nominace  |
| 2013 | Cena Emmy                         | Nejlepší výkon hostujícího herce v dramatickém seriálu          | Dan Bucatinsky | vítězství |
| 2013 | TV Guide Awards                   | Nejoblíbenější dramatický seriál                                | Skandál | vítězství |
| 2013 | TV Guide Awards                   | Nejoblíbenější herečka                                          | Kerry Washingtonová | vítězství |
| 2013 | TV Guide Awards                   | Nejoblíbenější obsazení                                         | Kerry Washingtonová, Columbus Short, Darby Stanchfield, Katie Lowes, Guillermo Diaz, Jeff Perry, Tony Goldwyn, Bellamy Young, Joshua Malina, Scott Foley | nominace  |
| 2013 | Vision Awards                     | Nejlepší drama                                                  | Skandál | nominace  |
| 2014 | BET Awards                        | Nejlepší herec a herečka                                        | Kerry Washingtonová | nominace  |
| 2014 | Critics' Choice Television Awards | Nejlepší herečka ve vedlejší roli v dramatickém seriálu         | Bellamy Young | vítězství |
| 2014 | Critics' Choice Television Awards | Nejlepší výkon hostujícího herce v dramatickém seriálu          | Joe Morton | nominace  |
| 2014 | Dorian Awards                     | Televizní výkon roku – herečka                                  | Kerry Washingtonová | nominace  |
| 2014 | Zlatý glóbus                      | Nejlepší ženský herecký výkon v seriálu (drama)                 | Kerry Washingtonová | nominace  |
| 2014 | Gracie Awards                     | Nejlepší dramatický seriál                                      | Skandál | vítězství |
| 2014 | NAACP Image Awards                | Nejlepší dramatický seriál                                      | Skandál | vítězství |
| 2014 | NAACP Image Awards                | Nejlepší herečka v dramatickém seriálu                          | Kerry Washingtonová | vítězství |
| 2014 | NAACP Image Awards                | Nejlepší herec ve vedlejší roli v dramatickém seriálu           | Joe Morton | vítězství |
| 2014 | NAACP Image Awards                | Nejlepší herec ve vedlejší roli v dramatickém seriálu           | Columbus Short | nominace  |
| 2014 | NAACP Image Awards                | Nejlepší herec ve vedlejší roli v dramatickém seriálu           | Guillermo Diaz | nominace  |
| 2014 | Cena Emmy                         | Nejlepší herečka v hlavní roli v dramatickém seriálu            | Kerry Washingtonová | nominace  |
| 2014 | Cena Emmy                         | Nejlepší výkon hostujícího herce v dramatickém seriálu          | Joe Morton | vítězství |
| 2014 | Cena Emmy                         | Nejlepší výkon hostující herečky v dramatickém seriálu          | Kate Burton | nominace  |
| 2014 | Prism Award                       | Nejlepší díl v dramatickém seriálu                              | „Snake in the Garden“ („Had v ráji“) | vítězství |
| 2014 | Prism Award                       | Nejlepší výkon v dílu dramatického seriálu                      | Tony Goldwyn | nominace  |
| 2014 | Screen Actors Guild Awards        | Nejlepší ženský herecký výkon v seriálu (drama)                 | Kerry Washingtonová | nominace  |
| 2014 | TV Guide Awards                   | Nejlepší dramatický seriál                                      | Skandál | nominace  |
| 2014 | TV Guide Awards                   | Nejlepší herečka                                                | Kerry Washington | nominace  |
| 2014 | Vision Awards                     | Nejlepší drama                                                  | Skandál | vítězství |
| 2015 | BET Awards                        | Nejlepší herečka                                                | Kerry Washingtonová | nominace  |
| 2015 | NAACP Image Awards                | Nejlepší dramatický seriál                                      | Skandál | nominace  |
| 2015 | NAACP Image Awards                | Nejlepší herečka v dramatickém seriálu                          | Kerry Washingtonová | nominace  |
| 2015 | NAACP Image Awards                | Nejlepší herec ve vedlejší roli v dramatickém seriálu           | Guillermo Diaz | nominace  |
| 2015 | NAACP Image Awards                | Nejlepší herec ve vedlejší roli v dramatickém seriálu           | Joe Morton | vítězství |
| 2015 | NAACP Image Awards                | Nejlepší herečka ve vedlejší roli v dramatickém seriálu         | Khandi Alexanderová | vítězství |
| 2015 | NAACP Image Awards                | Nejlepší scenárista v dramatickém seriálu                       | Zahir McGhee ("Mama Said Knock You Out") | nominace  |
| 2015 | OFTA Television Awards            | Nejlepší herečka v dramatickém seriálu                          | Kerry Washingtonová | nominace  |
| 2015 | OFTA Television Awards            | Nejlepší výkon hostující herečky v dramtickém seriálu           | Khandi Alexanderová | nominace  |
| 2015 | People's Choice Awards            | Nejlepší televizní drama                                        | Skandál | nominace  |
| 2015 | People's Choice Awards            | Nejlepší televizní herečka – drama                              | Kerry Washingtonová | nominace  |
| 2015 | Cena Emmy                         | Nejlepší výkon hostující herečky v dramatickém seriálu          | Khandi Alexanderová | nominace  |
| 2015 | Teen Choice Awards                | Nejlepší televizní herečka – drama                              | Kerry Washingtonová | nominace  |
| 2016 | NAACP Image Awards                | Nejlepší dramatický seriál                                      | Skandál | nominace  |
| 2016 | NAACP Image Awards                | Nejlepší herečka v dramatickém seriálu                          | Kerry Washingtonová | nominace  |
| 2016 | NAACP Image Awards                | Nejlepší herec ve vedlejší roli v dramatickém seriálu           | Guillermo Diaz | nominace  |
| 2016 | NAACP Image Awards                | Nejlepší herec ve vedlejší roli v dramatickém seriálu           | Joe Morton | vítězství |
| 2016 | People's Choice Awards            | Nejlepší dramatický seriál                                      | Skandál | nominace  |
| 2016 | People's Choice Awards            | Nejlepší televizní herečka – drama                              | Kerry Washingtonová | nominace  |
| 2016 | People's Choice Awards            | Nejlepší televizní herec – drama                                | Scott Foley | nominace  |
| 2016 | Teen Choice Awards                | Nejlepší televizní herečka – drama                              | Kerry Washingtonová | nominace  |
| 2017 | People's Choice Awards            | Nejlepší televizní herečka – drama                              | Kerry Washingtonová | nominace  |
| 2017 | People's Choice Awards            | Nejlepší televizní herec – drama                                | Scott Foley | nominace  |
| 2017 | NAACP Image Awards                | Nejlepší herečka v hlavní roli– dramatický seriál               | Kerry Washingtonová | nominace  |
| 2017 | NAACP Image Awards                | Nejlepší herec ve vedlejší roli – dramatický seriál             | Joe Morton | nominace  |
| 2017 | Location Managers Guild Awards    | Nejlepší lokace v aktuálním televizním seriálu                  | Veronique Vowell | nominace  |